# پیرو (استودیو)
پیِرو (به ژاپنی: 株式会社ぴえろ  Kabushiki-gaisha Piero، به انگلیسی: Pierrot Co., Ltd.‎) یک استودیوی انیمه در ژاپن است که در سال ۱۹۷۹، توسط تعدادی از کارمندان سابق Tatsunoko Production بنیان نهاده شد.
نام پیرو (پیه‌رو) از یک شخصیت دلقک در نمایش‌های اروپایی به همین نام گرفته شده است. پیروت به خاطر چندین سری انیمه محبوب در سراسر جهان مانند ناروتو، بلیچ، یو یو هاکوشو، شبدر سیاه، بوروتو: ناروتو نسل‌های بعدی، توکیو غول، داستان‌های ارواح، معلم بزرگ انیزوکا و سایوکی شهرت دارد. 
یو یو هاکوشو و سایوکی، دو سری از انیمه های این شرکت، به ترتیب در سال های 1994 و 1995 و 2000 برنده جایزه بزرگ انیمه انیمج شدند.

## تولیدات
- یو یو هاکوشو
- معلم بزرگ انیزوکا
- سایوکی
- داستان‌های ارواح
- ناروتو
- بلیچ
- ناروتو شیپودن
- توکیو غول
- شبدر سیاه
- بوروتو: ناروتو نسل‌های بعدی